# Amt Till
Das Amt Till war bis 1969 ein Amt im Kreis Kleve in Nordrhein-Westfalen. Es ging aus der Bürgermeisterei Till und teilweise aus der Bürgermeisterei Materborn hervor. Sein Gebiet gehört heute größtenteils zur Gemeinde Bedburg-Hau im Kreis Kleve.

## Bürgermeistereien Till und Materborn
Der Raum Kleve gehörte vor der Franzosenzeit zum Herzogtum Kleve, das seit dem 17. Jahrhundert zu Preußen gehörte. Von 1798 bis 1814 stand der linke Niederrhein unter französischer Herrschaft. Während dieser Zeit wurden nach französischem Vorbild unter anderem die Mairien Materborn im Kanton Kleve sowie Till im Kanton Kalkar des Arrondissements Kleve im Rur-Departement eingerichtet. Nachdem 1814 das Gebiet des Herzogtums Kleve wieder an Preußen gefallen war, wurden die beiden Mairien zu den preußischen Bürgermeistereien Materborn und Till, die 1816 zum neuen Kreis Kleve in der Provinz Jülich-Kleve-Berg, der späteren Rheinprovinz kamen.
Die Bürgermeisterei Materborn umfasste die Gemeinden Donsbrüggen, Hau und Materborn, während die Bürgermeisterei Till aus den Gemeinden Louisendorf, Schneppenbaum und Till-Moyland bestand.
Am Ende des Jahres 1927 wurde die Bezeichnung aller rheinischen Landbürgermeistereien in „Amt“ geändert. Die beiden Bürgermeistereien hießen seitdem Amt Materborn und Amt Till.

## Amt Till
Nach dem Ende des Zweiten Weltkriegs wurden 1945 die Verwaltungsstrukturen im Kreis Kleve durch die britischen Besatzungsbehörden geändert:
- Das Amt Materborn wurde aufgelöst.
- Materborn wurde in die Stadt Kleve eingemeindet.
- Donsbrüggen kam zum Amt Rindern.
- Hau kam zum Amt Till.

Materborn schied 1951 wieder aus der Stadt Kleve aus und wurde zu einer amtsfreien Gemeinde. Am 20. September 1952 wurde aus Gebietsteilen der Gemeinden Materborn und Pfalzdorf die neue Gemeinde Reichswalde gebildet, die Teil des Amtes Till wurde. Dieses umfasste seitdem fünf Gemeinden:
- Hau
- Louisendorf
- Reichswalde
- Schneppenbaum
- Till-Moyland

Am 1. Juli 1969 wurde das Amt Till durch das Gesetz zur Neugliederung des Landkreises Kleve aufgelöst. Reichswalde kam zur Stadt Kleve, die übrigen Gemeinden zur neuen Gemeinde Bedburg-Hau.

## Einwohnerentwicklung
| Jahr | Bm. Till | Bm. Materborn | Quelle |
| ---- | -------- | ------------- | ------ |
| 1828 | 2.732    | 1.848         | [ 8 ]  |
| 1871 | 3.029    | 2.310         | [ 9 ]  |
| 1885 | 3.038    | 2.564         | [ 10 ] |
| 1895 | 3.077    | 3.444         | [ 11 ] |
| 1910 | 3.774    | 3.598         | [ 12 ] |
| 1933 | 4.115    | 8.642         | [ 13 ] |
| 1939 | 3.962    | 9.581         | [ 13 ] |
|      | Amt Till |               |        |
| 1950 | 09.293   | 09.293        | [ 14 ] |
| 1961 | 12.806   | 12.806        | [ 15 ] |

## Amtsbürgermeister
- 1946–195200Peter van de Flierdt
- 1952–000000Johann van Aken